# Benoit Bock
Benoit Bock  (Châtillon, 15 de febrero de 1972) es un ingeniero agrónomo,botánico, profesor francés.
Es profesor agregado de Ciencias de la vida y de la tierra en escuelas medias.

## Algunas publicaciones
- En 2012, publicó una revisión taxonómica de aproximadamente 200 taxones en el Boletín de la Sociedad Botánica del Centro Oeste N.º 42 y 43.[2]

Membresías:
- secretario de la Sociedad Botánica Central Oeste y editor de la misma sociedad desde 2015.[3]
- presidente de la Asociación Photoflora que ofrece al público una base de datos fotográfica de más de 120.000 imágenes de plantas de Europa y de África del Norte.[4]
- La abreviatura «B.Bock» se emplea para indicar a Benoit Bock como autoridad en la descripción y clasificación científica de los vegetales.[5]